# Britt Richardson
Britt Richardson (Canmore, 25 de mayo de 2003) es una deportista canadiense que compite en esquí alpino. Ganó una medalla de bronce en el Campeonato Mundial de Esquí Alpino de 2023, en la prueba de equipo mixto. 

## Palmarés internacional
| Campeonato Mundial | Campeonato Mundial           | Campeonato Mundial | Campeonato Mundial |
| Año                | Lugar                        | Medalla            | Prueba             |
| ------------------ | ---------------------------- | ------------------ | ------------------ |
| 2023               | Courchevel/Méribel (Francia) | Medalla de bronce  | Equipo mixto       |